# Ménil-en-Xaintois
Ménil-en-Xaintois là một xã, nằm ở tỉnh Vosges trong vùng Grand Est của Pháp. Xã này có diện tích 4,23 kilômét vuông, dân số năm 1999 là 125 người. Xã này nằm ở khu vực có độ cao trung bình 326 m trên mực nước biển.
Dân địa phương tiếng Pháp gọi là Ménilois.

## Biến động dân số
| 1962                                         | 1968 | 1975 | 1982 | 1990 | 1999 |
| -------------------------------------------- | ---- | ---- | ---- | ---- | ---- |
| 161                                          | 162  | 163  | 172  | 142  | 125  |
| Số liệu từ năm 1962: Dân số không tính trùng |      |      |      |      |      |